# Lytta
Lytta Fabricius, 1775 è un genere di coleotteri della famiglia dei Meloidi.

## Tassonomia
Comprende le seguenti specie:
- Lytta aenea
- Lytta aeneipennis
- Lytta agrestis
- Lytta arizonica
- Lytta augusti
- Lytta auriculata
- Lytta biguttata
- Lytta bipuncticollis
- Lytta blaisdelli
- Lytta canelas
- Lytta cardinalis
- Lytta childi
- Lytta chloris
- Lytta comans
- Lytta corallifera
- Lytta cribrata
- Lytta crotchi
- Lytta cyanipennis
- Lytta deserticola
- Lytta ebenina
- Lytta erebea
- Lytta erythrothorax
- Lytta eucera
- Lytta fulvipennis
- Lytta funerea
- Lytta hoppingi
- Lytta insperata
- Lytta koltzei
- Lytta lecontei
- Lytta lugens
- Lytta lugubris
- Lytta magister
- Lytta margarita
- Lytta melaena
- Lytta michoacanae
- Lytta mirifica
- Lytta moerens
- Lytta moesta
- Lytta molesta
- Lytta morosa
- Lytta morrisoni
- Lytta mutilata
- Lytta navajo
- Lytta nigripilis
- Lytta nigrocyanea
- Lytta nitidicollis
- Lytta nuttalli
- Lytta peninsularis
- Lytta plumbea
- Lytta polita
- Lytta proteus
- Lytta puberula
- Lytta quadrimaculata
- Lytta rathvoni
- Lytta refulgens
- Lytta reticulata
- Lytta sanguinea
- Lytta sayi
- Lytta scitula
- Lytta scituloides
- Lytta sonorae
- Lytta stygica
- Lytta sublaevis
- Lytta tenebrosa
- Lytta unguicularis
- Lytta variabilis
- Lytta vesicatoria
- Lytta viridana
- Lytta vulnerata